# Bronisław Zaleski

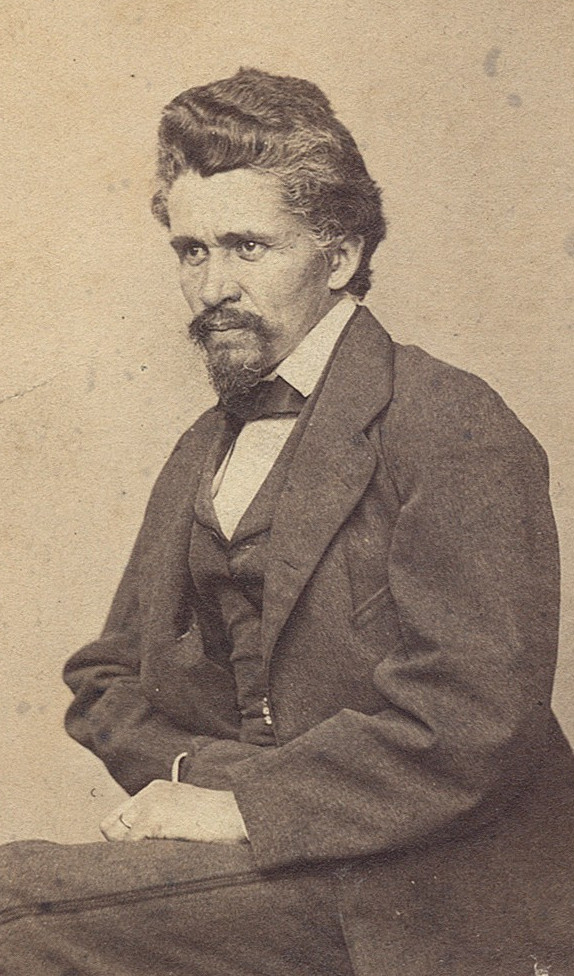
Bronisław Zaleski

Bronisław Zaleski (ur. 1819 lub 1820 we wsi Raczkiewicze, obecnie w rejonie kopylskim obwodu mińskiego, zm. 2 stycznia 1880 w Mentonie) – polski i białoruski działacz społeczny, pisarz, publicysta i malarz amator. Publikował pod pseudonimem „Lićwin”.
W roku 1838 Bronisław Zaleski, wówczas student Uniwersytetu Dorpackiego, został uwięziony za działalność niepodległościową i zesłany do Czernihowa, gdzie przebywał do roku 1845. Po powrocie został ponownie uwięziony za działalność patriotyczną w Wilnie i zesłany jako żołnierz, potem oficer w Orenburgu i Kazachstanie, gdzie pozostał do roku 1856. W tym okresie zaprzyjaźnił się z Adamem Jerzym Czartoryskim, Józefem Hieronimem Kajsiewiczem i Józefem Orpiszewskim a także z Tarasem Szewczenką, Zygmuntem Sierakowskim i Aleksiejem Pleszczejewem.
Uczestniczył w roku 1851 w ekspedycji geologicznej Aleksandra Antipowa wraz z Tarasem Szewczenką i Ludwikiem Turno. Ekspedycja zajmowała się poszukiwaniami węgla kamiennego na półwyspie Mangyszłak nad Morzem Kaspijskim. Zaleski zajmował się amatorsko malarstwem, w ekspedycji geologicznej pełnił funkcję rysownika. Po powrocie do Orenburga został awansowany na podoficera, w roku 1853 na oficera, 1856 został zwolniony ze służby wojskowej, powrócił w ojczyste strony i zajął się działalnością społeczną, związaną m.in. z reformą rolną.
Na początku lat sześćdziesiątych przebywał w Dreźnie, Rzymie i Paryżu. Zajął się dostarczaniem broni dla ruchów niepodległościowych w Polsce i Białorusi. W roku 1866 został sekretarzem Towarzystwa Historyczno-Literackiego i wydawcą „Roczników”, prowadził polską księgarnię w Paryżu, został członkiem Akademii Umiejętności.
Napisał książkę pt. Wygnańcy polscy w Orenburgu, prace o Adamie Jerzym Czartoryskim, Józefie Hieronimie Kajsiewiczu i Ludwiku Orpiszewskim. Zaleski był związany z kręgiem Hotelu Lambert. Był zaprzyjaźniony z Cyprianem Kamilem Norwidem i pisarzem Aleksandrem Pleszczejewem. Zmarł na gruźlicę w Mentonie.